# Фрідріх Енгельс
Фрідріх Енгельс (Енґельс; нім. Friedrich Engels; 28 листопада 1820, м. Бармен, нині Вупперталь, Німеччина — 5 серпня 1895, Лондон) — німецький підприємець, політичний діяч, філософ, історик, публіцист, один з основоположників марксизму. Перший систематизатор та видавець творів Карла Маркса, його друг та соратник.

## Життєпис
Періодизацію життя і творчості Енгельса, можна поділити на три основні етапи, що багато в чому збігаються зі загальною періодизацією європейської історії XIX століття й історії марксистського вчення:
1. до революції 1848 року;
2. від революції 1848 до Паризької комуни 1871 року;
3. після Паризької Комуни; після смерті Маркса.

### Молоді літа
Народився у місті Бармені (Рейнська провінція, Пруссія) у родині багатого текстильного фабриканта Фрідріха Енгельса старшого (1796—1860). Його матір звали Елізабет Франциска Мавріція (до шлюбу ван Гаар). Фрідріх був найстаршим з синів. Примикаючи до вкрай фанатичного напрямку протестантизму — пієтизму, Енгельсів батько прагнув виховати сина в дусі побожності та релігійного смирення. Ця атмосфера оточувала молодого Енгельса у сім'ї і в Ельберфельдській гімназії, куди він вступив 1834 року. Проте релігійне виховання, всупереч надіям батька, не зробило Енгельса «добрим християнином»: уже в юні роки Енгельс перейнявся волелюбним, антиклерикальним духом. 1838 року, за наполяганням батька, що бажав швидше долучити сина до своєї комерції, Енгельс відбув до Бремена, де вступив до однієї з великих торгових контор. Не відчуваючи особливого інтересу до комерції, у Бремені Енгельс більше займався літературою, мистецтвом, мовами, музикою, спортом. Тут він познайомився з творами Якоба Беме (1575—1624), містична діалектика якого справила на юнака значне враження.
З 1839 Енгельс став співробітничати в «Telegraph für Deutschland» («Німецький телеграф») — друкованому органі «Молодої Німеччини». Інтелектуальна атмосфера «Молодої Німеччини», просякнута духом французького та німецького Просвітництва, якнайкраще відповідала настроям юного Енгельса. Одна з перших його статей у «Telegraph» — «Листи з Вупперталя» — ніби поєднувала його внутрішню полеміку з пієтизмом і релігійним фанатизмом. Процес подолання Енгельсом релігійного світогляду значно прискорила книга «Життя Ісуса» Давида Штрауса, учня Ґеорга Гегеля, змусивши задуматися над протиріччями Святого Письма. Розчарувавшись у святості Біблії, 18-річний Енгельс продовжив релігійні пошуки та певний час захоплювався філософією Фрідріха Шляєрмахера, вважаючи, що в сенсі створення «натуральної релігії» Штраус і Шляєрмахер доповнюють один одного. Одначе за мірою проникнення у сутність питання Енгельс надавав перевагу Штраусу, що він, за його власними словами, відкрив для нього дорогу до великої філософської спадщини Гегеля.

### Младогегельянець
Зробившись шанувальником Гегеля, Енгельс ґрунтовно простудіював його «Філософію історії», про яку говорив, що вона ніби вичитана з його душі. Перехід Енгельса до гегельянства означав новий етап у подоланні ним релігійного світогляду: тріумфуючий, нестримний раціоналізм філософії Гегеля неминуче призводив деяких його учнів до атеїзму. Про свій рішучий і остаточний перехід до атеїстичного світосприйняття Енгельс публічно заявив влітку 1842. Вже на ранньому етапі знайомства з філософією Гегеля він говорив про необхідність з'єднати її з радикальною політичною програмою Людвіга Бьорне (1786—1837) — одного з ідеологів «Молодої Німеччини». У своїй політичній публіцистиці початку 1840-х Енгельс прагнув здійснити цю синтезу, статті «Ретроградні знамення часу», «Реквієм за німецькою „Adelszeitung“», «Ернст Моріц Арндт» свідчать про попередню роботу, виконану Енгельсом з метою вироблення революційно-демократичної програми, а також про вплив на цей процес прогресивних елементів гегелівської філософії.
З младогегельянцями Енгельс зблизився у поворотний для них момент, восени 1841 у Берліні, куди переїхав для проходження військової служби. Прусський уряд, стурбований зростаючою популярністю «лівих» учнів Гегеля, запросив до Берлінського університету Фрідріха Шеллінга (1775—1854), сподіваючись за його допомогою ефектно розвінчати і самого Гегеля, і його надмірно радикальних послідовників. Незабаром університетська авдиторія, де Шеллінг читав свої лекції з «філософії одкровення», стала, за словам Енгельса, ареною, «…що на ній точиться боротьба за панування над громадською думкою Німеччині в політиці та релігії, а отже, за панування над самою Німеччиною…» Сам Енгельс теж долучився до цієї боротьби, закликаючи «…захистити могилу великого вчителі від наруги».
З березня 1842 Енгельс почав співробітничати у «Rheinische Zeitung» («Райнській газеті»), що її редактором з жовтня 1842 став Маркс, який додав газеті революційно-демократичного спрямування. Деякі статті Енгельса («До критики прусських законів про пресу», «Фрідріх-Вільгельм IV, король прусський» тощо) за своїм ідеям близькі до творів Маркса того періоду, а «Фрідріх-Вільгельм» написана під їхнім безпосереднім впливом. Одначе соціалістом Енгельс став тільки у Великій Британії, куди вирушив у комерційних справах батька. Дорогою до Манчестера Енгельс заїхав у Кельн, де зустрівся з Марксом, що прийняв його прохолодно, вбачаючи в ньому одного з лідерів групи «вільних», що на той час перетворилися на сектантський філософський гурток. Незважаючи на це, Маркс і Енгельс домовилися, що Енгельс буде кореспондентом газети у Великій Британії. З цього моменту літературна діяльність Енгельса набула відкрито соціалістичного характеру; перші кореспонденції Енгельса з Великої Британії (листопад 1842) містили глибокий аналіз економічного становища найрозвиненішої капіталістичної держави того часу, боротьби класів і партій у ній, висновок про неминучість соціальної революції, що її головною силою буде британський пролетаріат — продукт «промислового перевороту». Книга Енгельса «Становище робітничої кляси в Англії» (1844) стала, по суті, одним із перших серйозних соціологічних досліджень, багатим на цінний фактичний матеріал і глибокі узагальнення.

### Від Гегеля до Фейєрбаха
У Манчестері Енгельс близько зійшовся з діячами соціалістичного та робітничого руху, з ватажком місцевих чартистів робітником-ткачем Джеймсом Лічем. В Британії Енгельс поступово звільнився від свого захоплення гегелівською схемою історичного процесу і став на шлях формування матеріалістичного погляду на історію і суспільство.
Матеріалістична тенденція набувала чимраз відчутнішої форми з кожною новою статтею Енгельса в «Rheinische Zeitung» («Райнській газеті»), а особливо у низці статей для «Schweizerischer Republikaner» («Швайцарського республіканця») за травень—червень 1843, відомих під загальним заголовком «Листи з Лондона». У них Енгельс підходив до ідеї про історичну роль пролетаріату: «…в Англії, — пише він, — спостерігається той чудовий факт, що чим нижче стоїть клас в суспільстві, чим він „неосвіченіший“ у звичному сенсі слова, тим він прогресивніший, тим більшу будучність він має». Енгельс вивчає твори та діяльність британських соціалістів-утопістів, учнів Роберта Оуена, зв'язок їхніх соціалістичних устремлінь з матеріалістичної філософією. У статті «Становище Англії. XVIII століття» (1844) Енгельс відкрито заявив, що вінцем науки XVIII століття був матеріалізм — результат процесу розвитку природничих наук.
1843—1844 роки були роками найбільшого захоплення Енгельса антропологічним матеріалізмом Людвіга Фейєрбаха. Вплив Фейєрбаха помітний у таких статтях Енгельса, як «Становище Англії. Томас Карлайл», «Минуле та сьогодення» та «Начерки до критики політичної економії», написаних 1843 року для «Deutsch-Französische Jahrbücher» («Німецько-французького щорічника»), що його намагалися видавати Маркс і Арнольд Руге. «Ми хочемо, — писав Енгельс в цей період, — усунути все, що оголошує себе надприродним і надлюдським, і тим самим усунути брехливість, бо претензії людського і природного бути надлюдським і надприродним є корінь всієї неправди і брехні». З матеріалістичних позицій Енгельс критикує аристократичні устремління, елітаризм Карлайля, його культ героїв, культ особистості.
Під впливом творів Оуена та його учнів, спрямованих проти буржуазної політекономії, 1843 року Енгельс сам зайнявся політичною економією і створив «…геніальні, — за словами Маркса, — начерки до критики економічних категорій…». Маркс зазначав, що в цих «Начерках» «…були вже сформульовані деякі загальні засади наукового соціалізму». У «Начерках» науковий аналіз економічних процесів перемежовується з етичною критикою капіталізму, сприйнятою Енгельсом від утопічних соціалістів, головним чином Шарля Фур'є. Передбачаючи реальну небезпеку грубих зрівняльних тенденцій в утопічному соціалізмі, Енгельс різко виступив проти «казарменого комунізму» бабувістів і піддав критиці «зрівняльний комунізм».
Критикуючи спроби французьких утопістів об'єднати комуністичне вчення з християнством, Енгельс виокремив П'єра Жозефа Прудона і оцінив його книгу «Що таке власність?» Як «…найбільш філософську працю з усього написаного комуністами французькою мовою…». До 1843 в німецькому соціалістичному русі сформувався особливий напрямок — «філософський комунізм», що його лідери Моїсей Гесс, Карл Ґрюн та інші здійснювали своєрідну синтезу французького утопічного соціалізму та німецької філософії. Про вплив цієї групи на світогляд Енгельса свідчить його стаття «Успіхи руху за соціальне перетворення на континенті». Близькість Енгельса до групи Гесса та Ґрюна тривала до весни 1845, коли в його філософській еволюції розпочався період остаточного подолання ідей Фейєрбаха та його учнів, послідовників «філософського комунізму». Проте розбіжність з групою почалася ще 1844 року: на відміну від її теоретиків Енгельс не розумів комунізм як суто логічне завершення класичної філософії, розглядаючи комуністичну доктрину як закономірний результат аналізу класових конфліктів капіталістичного суспільства.

### Дружба з Марксом
1844 став роком початку тісної дружби між Марксом і Енгельсом. У серпні 1844 Енгельс зустрічався у Парижі з Марксом і вони дійшли висновку про необхідність виступити з книгою проти младогегельянців, що дезорганізують прогресивні сили Німеччини своєю антидемократичною проповіддю ролі ідей і видатних особистостей — носіїв цих ідей — у розвитку суспільства. Таку книгу вони написали, і 1845 року вона вийшла друком під назвою «Святе сімейство, або Критика критичної критики. Проти Бруно Бауера і компанії». Цією книгою Маркс і Енгельс ніби підсумували спільний процес подолання ідеалізму у своєму світогляді, виступили як послідовні войовничі матеріалісти і безпосередньо підійшли до основної ідеї матеріалістичного розуміння історії — думки про вирішальне значення способу виробництва в житті суспільства, до тези про всесвітньо-історичну роль пролетаріату як творця нового комуністичного суспільства.
Під час свого десятиденного перебування у Парижі Енгельс почав співпрацювати у німецькомовній газеті «Vorwärts» («Вперед»), на сторінках якої опублікував дві статті: «Становище Англії. Англійська конституція» і «Становище Англії. XVIII століття», де торкнувся проблеми відчуження. Тут відчувається безсумнівний вплив статей Маркса «До жидівського питання» і «Економічно-філософських рукописів», що з ними Енгельс, напевне, ознайомився у Парижі. Згодом Енгельс ніколи не повертався до проблеми відчуження.
З вересня 1844 Енгельс у Німеччині займався організацією пропаганди комунізму. У листах до Маркса в цей період Енгельс говорив про необхідність створення фундаментальних праць як теоретичної основи комуністичного вчення. У квітні 1845 Енгельс переїхав до Брюсселя до Маркса, де обидва почали розробку теоретичного фундаменту їхнього майбутнього вчення. «Коли ми навесні 1845 знову зустрілися в Брюсселі, — згадував потім Енгельс, — Маркс … вже завершив у головних рисах розвиток своєї матеріалістичної теорії історії, і ми взялися за детальну розробку цих нових поглядів у найрізноманітніших напрямках». З вересня 1845 до літа 1846 Маркс і Енгельс працювали над «Німецькою ідеологією», завершуючи критику младогегельянства в його останній формі — анархістського індивідуалізму Штірнера, показуючи непослідовність матеріалізму Фейєрбаха і реакційно-утопічну спрямованість модного у гурті німецької інтелігенції «істинного соціалізму». У «Німецькій ідеології» Маркс і Енгельс вперше дали розгорнутий виклад головних засад комунізму, сформулювали основи вчення про суспільні формації.

### Німецький комунізм
Паралельно з теоретичною роботою у Брюсселі Маркс і Енгельс взялися до організації революційної партії. 1846 вони створили Комуністичний кореспондентський комітет, закликаючи своїх прихильників в інших країнах формувати подібні комітети для встановлення постійного зв'язку між різними соціалістичними і комуністичними організаціями і в перспективі — створення комуністичної партії. Прагнучи збагатити робітничий і соціалістичний рух науковою теорією і очистити його від дрібнобуржуазних й утопічних тенденцій, Маркс і Енгельс розгорнули боротьбу проти Вільгельма Вайтлінга (1808—1871) й «істинного соціалізму». У серпні 1846 Енгельс у Парижі виконали значну теоретичну й організаційну роботу з німецькими робітниками, членами «Союзу справедливих». У 1847 Маркс і Енгельс реорганізували «Союз справедливих» у «Союз комуністів», що став прообразом комуністичної партії. Після першого конгресу «Союзу комуністів» у червні 1847 програмні питання революційної боротьби пролетаріяту стали головним предметом уваги Маркса і Енгельса. Саме у цей період Енгельс працював над «Основними засадами комунізму», що стали проектом програми «Союзу комуністів» і лягли в основу «Маніфесту комуністичної партії». У «Маніфесті» марксизм представлений як цільний світогляд у єдності трьох його складових частин — політичної економії, філософії та наукового соціалізму. «Маніфест» дав визначення комунізму як асоціації, «…в якій вільний розвиток кожного є умовою вільного розвитку всіх».
Першою серйозною історичною перевіркою життєздатності нового — марксистського — світогляду стала революція 1848-49, яка продемонструвала, що науковий комунізм є цілісним вченням, здатним вірно оцінити розстановку класових сил у світі, позиції різних партій і класів, закономірності їхньої боротьби і наслідки цієї боротьби. 1 червня 1848 в Кьольні вийшло перше число «Neue Rheinische Zeitung» («Нової Райнської газети»), задуманої Марксом і Енгельсом як орган демократії, що "…висуває всюди, по кожному окремому випадку, свій специфічний пролетарський характер… ". У своїх статтях, що майже щодня з'являлися у «Neue Rheinische Zeitung», Енгельс проаналізував сутність різних класів і партій та їхні позиції в німецькій революції, показав місце і значення в ній національно-визвольних рухів і приділив особливу увагу розгляду питань революційної тактики збройної боротьби. З травня 1849 репресії прусської влади унеможливили видання «Neue Rheinische Zeitung», і Енгельс поїхав до Південної Німеччини (Пфальц, Баден), де брав участь у повстанському русі. У листопаді 1849 він переїхав до Лондона, де разом з Марксом почав видавати теоретичний журнал «Neue Rheinische Zeitung. Politsch-ökonomische Revue» («Нова Рейнська газета. Політико-економічний огляд»), а також допомагав Марксу в реорганізації «Союзу комуністів». У цей період головним предметом наукових інтересів Енгельса був аналіз досвіду революцій і масових народних рухів, подальша розробка революційної теорії. Він написав «Німецьку селянську війну», де з позицій матеріалістичного розуміння історії досліджував соціально-економічні причини селянської війни 1524—1526 років і показував витоки тогочасної політичної та релігійної боротьби. У 1851—1852 вийшла робота Енгельса «Революція і контрреволюція у Німеччині», що була філософським аналізом революційних подій 1848—1849 і мала висновки, що мали принципове значення для стратегії і тактики класової боротьби пролетаріату.
Праця Маркса і Енгельс над створенням революційної теорії була узагальнена у написаному ними спільно у березні 1850 документі «Відозва Центрального Комітету до Союзу комуністів» про необхідність організувати самостійну пролетарську партію, що проводила б самостійну революційну політику; сформулювали ідею про безперервну революцію, котра лягла в основу майбутньої ленінської теорії переростання буржуазно-демократичної революції у революцію соціалістичну.
Паралельно з теоретичної діяльністю Маркс і Енгельс продовжували керувати «Союзом комуністів», борючись за революційний характер і самостійність пролетарської партії, проти фракції Вілліха—Шаппера всередині Союзу і її спроб штовхнути союз на шлях змов і передчасних виступів, проти грубого зрівняльного «казарменого» комунізму. На засіданні Центрального Комітету спілки 15 вересня 1850 «Союз комуністів» розколовся, незважаючи на всі зусилля Маркса і Енгельса запобігти розколу, а в листопаді 1852 його було оголошено розпущеним.

### Комерсант і публіцист
1850 року Енгельс почав працювати в торговельній фірмі «Ермен й Енгельс» у Менчестері. Енгельс 12 років надавав матеріальну підтримку Марксу і його родині.
Наприкінці 1850-х Енгельс виявив глибокий інтерес до філософських проблем природничих наук, з'ясовуючи можливість застосувати до них матеріалістичну діалектику, що згодом стало темою його незавершеного твору «Діалектика природи». У цей період Енгельс дійшов висновку, що новітні досягнення природознавства підтверджують основні положення матеріалістичної діалектики. Він намітив принципи нової класифікації наук, що її основу становив взаємний перехід різних форм рухомої матерії. Проблемі матеріалістичної діалектики як наукової методології Енгельс присвятив свою статтю-рецензію, написану з приводу виходу друком 1859 року книги Маркса «До критики політичної економії».
У статтях Енгельса 1850-60-х для «New York Tribune» («Нью-Йоркської трибуни») і «Нової Американської енциклопедії» вперше було викладено матеріалістичну концепцію історії та теорії військової справи, показано залежність військового мистецтва від зростання продуктивних сил і від розвитку суспільних відносин.
В умовах нового підйому робітничого руху в 1860-х, в період діяльності I Інтернаціоналу, Енгельс зробив значний внесок у боротьбу проти непролетарських тенденцій серед робітництва — проти прудонізму, ляссальянства та бакунізму. Одночасно з цим він розробив позитивні ідеї про державу, диктатуру пролетаріату та її революційної партії, про політичну тактику партії, про пролетарський інтернаціоналізм тощо. У брошурі «До житлового питання» (1872—1873) Енгельс, критикуючи прудоністску позицію, доводив, що умови для повного вирішення проблеми можна створити лише після перемоги соціалістичної революції та ствердження соціалістичної власності.

### Філософ
1870 року Енгельс вийшов на пенсію, переїхав до Лондона і разом з Марксом очолив Генеральну раду Інтернаціоналу, став автором його найважливіших програмних документів. У передмові до «Німецькій селянській війні» та серії статей під загальною назвою «З емігрантської літератури» початку 1870-х Енгельс завершує ідейний розгром бакунізму й розробляє деякі положення теорії наукового соціалізму, наприклад ідею необхідності для пролетаріату поєднувати економічну та політичну боротьбу з серйозної теоретичною роботою. Увага Маркса і Енгельса до теоретичного боку партійної програми наочно проявилася під час Готського об'єднавчого з'їзду німецької соціал-демократії, в результаті якого утворився блок ляссальянців й айзенахців. Не заперечуючи в принципі проти такого блоку, Маркс і Енгельс піддали серйозній критиці спотворення в програмі партії, її ненауковість і розробили під час полеміки з соціал-демократичними «теоретиками» низку фундаментальних положень революційної теорії: про диктатуру пролетаріату і демократію, про сутність перехідного періоду, про фази розвитку комуністичного суспільства. Підсумки цієї полеміки викладено у творі Маркса «Критика Готської програми» (1875, опублікована після смерті автора 1891) та пов'язаних з нею листах Енгельса до Августа Бебеля (1840—1913).
Між Марксом і Енгельсом встановився своєрідний поділ праці. Маркс створював економічну теорію, Енгельс працював головним чином на філософську тематику. «Анти-Дюрінг» Енгельса, написаний у цей період, має винятково важливе місце у марксистській філософії і є одним зі зразків розвитку та послідовного проведення матеріалізму й розробки матеріалістичної діалектики. Майже одночасно з «Анти-Дюрінгом» Енгельс пише іншу свою велику філософську книгу — «Діалектика природи», що залишилася незавершеною у зв'язку зі смертю Маркса і роботою Енгельса над завершенням і виданням «Капіталу». Рукопис «Діалектики природи» був виданий 1925 року. Незважаючи на фрагментарний характер рукопису, він має цінне методологічне значення. У творі Енгельса можна відзначити три кола проблем: природознавство і філософія; класифікація наук і прояв у них діалектичних закономірностей; критика агностицизму, ідеалізму та метафізики в природознавстві. Одним з важливих питань, що стоїть у центрі «Діалектики природи» (так само як і «Анти-Дюрінга»), є розробка предмету діалектичного матеріалізму і взаємозв'язків між діалектикою, логікою і теорією пізнання, а також діалектичної методи, що поєднує в собі діалектику, логіку та теорію пізнання. У цьому ракурсі Енгельс розглядає основне питання філософії (що первинне — матерія чи свідомість?), основні закони діалектики та категорії діалектичної логіки. У «Діалектиці природи» Енгельс з позицій принципу єдности простору та часу як основної форми буття матерії намалював діалектико-матеріалістичну картину світу, що незважаючи на застарілість окремих її деталей з точки зору сучасної науки, залишається цінною методологічною основою подальшого розвитку наукової думки. Аналіз «Анти-Дюрінга» і «Діалектики природи» спростовує твердження про те, ніби Енгельса можна розглядати лише як популяризатора (і навіть вульгаризатора) філософських ідей Маркса. Енгельс має велику заслугу в систематизації єдиної діалектико-матеріалістичної філософії науки і в науковому обґрунтуванні її фундаментальних принципів.
Після смерти Маркса (1883) роль Енгельса як ватажка європейського робітничого руху набула особливого значення. Паралельно з діяльністю у II Інтернаціоналі Енгельс виконував титанічну працю, готуючи до друку 2-й і 3-й томи «Капіталу» (вийшли у 1885 і 1894 відповідно). У цей самий період він написав книгу «Початок родини, приватної власності і держави». Значне місце в ній займає проблема майбутнього моногамної сім'ї, приватної власності, суспільних класів і держави, їхньої трансформації у комуністичне суспільство.
Ще одним великим твором Енгельса є «Людвіг Фейєрбах і кінець німецької класичної філософії» (1888). Головна мета її полягає у захисті філософії матеріалізму. Енгельс показує історично прогресивне значення філософії Фейєрбаха, простежує протягом всієї історії філософії партійність філософії, систематизує основні положення діалектичного (історичного) матеріалізму. На відміну від попередніх робіт (своїх і Маркса), в «Людвізі Фейєрбасі…» Енгельс робить акцент на дослідженні надбудовних явищ — філософії, етики, релігії тощо, відзначає активну роль надбудови, її відносну самостійність і вплив на суспільний розвиток.
Подібний зсув акценту ще більш характерний для Енгельсових «Листів про історичний матеріалізм». Основний їхній пафос — прагнення захистити живий дух марксистського вчення від вульгаризації та зведення його до економічного матеріалізму та детермінізму. У листі до Йозефа Блоха (1871—1936) Енгельс писав:
|  | «…Згідно з матеріалістичним розумінням історії в історичному процесі визначальним моментом в кінцевому підсумку є творення і відтворення дійсного життя. Ні я, ні Маркс більшого ніколи не твердили. А якщо будь-хто перекручує це положення в тому розумінні, що економічний момент є нібито єдино визначальним моментом, то він перетворює це твердження в беззмістовну, абстрактну, безглузду фразу». |

Енгельс різко критикує спроби перетворити матеріалістичне розуміння історії з методи дослідження на плаский шаблон, що «рятує» вченого від потреби у кожному окремому випадку виходити з конкретного фактичного матеріалу. 27 жовтня 1890 Енгельс писав Конраду Шмідту (1863—1932):
|  | «…наше розуміння історії є насамперед керівництво до вивчення, а не підойма для конструювання на манір гегельянства.». |

У «Листах» Енгельс демонструє неспокій за майбутнє марксизму, який ще за життя одного з його основоположників стали всіляко «перекладати» та квапливо «впроваджувати». В листі до Блоха читаємо:
|  | «На жаль, частенько думають, що нову теорію цілком зрозуміли і можуть її застосовувати зараз же, як тільки засвоєно основні положення, та й то не завжди правильно. І це я можу закинути багатьом з нових „марксистів“; адже через це також виникла дивовижна плутанина…». |

### Останні роки життя
В останні роки життя Енгельс особливо багато уваги приділяв справі міжнародного згуртування пролетаріату: керував підготовкою міжнародного конгресу соціалістів (Париж, 1889) і домігся гегемонії марксизму у створеному на конгресі об'єднанні соціалістичних партій — II Інтернаціоналі. 1894 року здоров'я Енгельса різко погіршилося. Він помер від раку стравоходу 5 серпня 1895, щойно розпочавши роботу над 4-м томом «Капіталу» (виданим пізніше Карлом Кауцьким (1854—1938) під назвою «Теорії додаткової вартості»). За його заповітом, тіло Енгельса піддали кремації; а урну з прахом опустили в море поблизу Істборну (Англія) — улюбленого місця відпочинку Енгельса.

## Твори
- Начерки до критики політекономії (Umrisse zu einer Kritik der Nationalökonomie, 1844)
- Становище робітничого класу в Англії 1844 року (Die Lage der arbeitenden Klasse in England, 1845)
- Німецька ідеологія [у співавторстві з Карлом Марксом; вперше опублікована 1932 року після смерти обох авторів] (Die deutsche Ideologie, 1845)
- Святе сімейство [у співавторстві з Карлом Марксом] (Die heilige Familie, 1845)
- Основні засади комунізму (Grundsätze des Kommunismus, 1847)
- Маніфест комуністичної партії [у співавторстві з Карлом Марксом] (Manifest der Kommunistischen Partei, 1848)
- Німецька селянська війна (Der deutsche Bauernkrieg, 1850)
- Революція і контрреволюція в Німеччині (Revolution und Konterrevolution in Deutschland, 1851—1852)
- Історія Ірландії (Die Geschichte Irlands, 1870)
- Анти-Дюрінг (Anti-Dühring, 1878)
- Початок родини, приватної власності і держави (Der Ursprung der Familie, des Privateigenthums und des Staats, 1884)
- Людвіг Фейєрбах і кінець німецької класичної філософії (Ludwig Feuerbach und der Ausgang der klassischen deutschen Philosophie, 1886)
- Розвиток соціалізму від утопії до науки (Die Entwicklung des Sozialismus von der Utopie zur Wissenschaft, 1888)
- Діалектика природи (Dialektik der Natur, 1873—1886)
- До історії раннього християнства (Zur Geschichte des Urchristentums, 1894)

## Видання українською
- Карл Маркс і Фрідріх Енгельс. Комуністичний маніфест / Пер. з нім. — Клівленд: Виданє Української федерації Американської соціалїстичної партії, 1917. — 60 стор.
- Фрідріх Енгельс. Розвиток соціялїзму від утопії до науки / Пер. з нім. М.Лозинський. — Вінніпег: Накладом «Робочого народа», 1917. — 60 стор.
- Фрідріх Енгельс. Основні засади комунїзму. / Пер. з нім. і передм. В.Левинського. — Вінніпег: Накладом «Робочого народа», 1918.
- Фрідріх Енгельс. Початок родини, приватної власности і держави (на підставі дослідів Л. Г. Моргана). — Нью-Йорк: Виданє Української федерації Американської соціалїстичної партії, 1919. — 192 стор.
- Карл Маркс і Фрідріх Енгельс. Про диктатуру пролетаріяту (зібрав Е.Дран) / Пер. з нім. С.Вікула. — Берлін-Київ, 1921. — 32 стор.
- Фрідріх Енгельс. Походження родини, приватної власності й держави / Пер. з нім. — Харків: Державне видавництво України, 1925. — 122 стор.
- Фрідріх Енгельс. Німецька селянська війна / Пер. з нім. — Харків: Державне видавництво України, 1928.
- Карл Маркс і Фрідріх Енгельс. Фоєрбах (з «Німецької ідеології») / Пер. з нім. П.Бензя. — Харків—Київ: Державне видавництво України, 1930. — 138 стор.
- Карл Маркс і Фрідріх Енгельс. Вибрані листи / Уклав В. В. Адоратський. Переклав О.Соболів. — Харків: Партвидав «Пролетар», 1931.
- Фрідріх Енгельс. Становище робітничої кляси в Англії 1844 року / Пер. з нім. О.Соболева. — Харків: Партвидав «Пролетар», 1932. — 321 стор.
- Фрідріх Енгельс. Анти-Дюрінг. Переворот пана Євгена Дюрінга в науці / Пер. з нім. — Харків: Партвидав «Пролетар», 1932.
- Фрідріх Енгельс. Розвиток соціалізму від утопії до науки / Пер. з нім. — Харків—Одеса: Партвидав «Пролетар», 1932.
- Карл Маркс і Фрідріх Енгельс. Про релігію / Пер. з рос. — Київ: Видавництво політичної літератури України, 1965.
- Карл Маркс і Фрідріх Енгельс. З ранніх творів / Пер. з рос. — Київ: Видавництво політичної літератури України, 1973. — 602 стор.
- Карл Маркс і Фрідріх Енгельс. Про мистецтво / Пер. з рос. — Київ: «Мистецтво», 1978.
- Фрідріх Енгельс. Листи про історичний матеріалізм 1890—1894. — Київ: Видавництво політичної літератури України, 1980. — 31 с.
- Карл Маркс і Фрідріх Енгельс. Маніфест комуністичної партії / Пер. з нім. — Київ: «Вперед», 2010. — 56 стор.

### Твори Енгельса
- Про пролетаріят (1845) [Архівовано 18 грудня 2013 у Wayback Machine.]
- Основні засади комунїзму (1847) [Архівовано 10 липня 2015 у Wayback Machine.]
- Маніфест комуністичної партії (1848) [Архівовано 24 жовтня 2013 у Wayback Machine.]
- Справедлива заробітна платня за справедливу працю (1881) [Архівовано 13 травня 2014 у Wayback Machine.]
- Закон заробітної платні (1881) [Архівовано 29 квітня 2014 у Wayback Machine.]
- Походження родини, приватної власности і держави (1884) [Архівовано 24 жовтня 2013 у Wayback Machine.]
- Людвіг Фейербах і кінець німецької класичної філософії (1888) [Архівовано 23 жовтня 2013 у Wayback Machine.]
- Листи про історичний матеріалізм 1890—1894 рр. [Архівовано 7 січня 2012 у Wayback Machine.]

### Про нього
- Енгельс (Engels) Фрідріх // Україна в міжнародних відносинах. Енциклопедичний словник-довідник. Випуск 5. Біографічна частина: А-М / Відп. ред. М. М. Варварцев. — К.: Ін-т історії України НАН України, 2014. — с.152-153
- Мочерний С., Скотний В. Енгельс (Engels) Фрідріх // Економічна енциклопедія: в трьох томах. Т. 1. / Редкол.: С. В. Мочерний (відп. ред.) — К.: Видавничий центр «Академія», 2000. с. 498—501. ISBN 966-580-077-9 (Т. 1)
- Всеволод Голубничий. Енгельс про Україну й українців (1957). [Архівовано 2 січня 2014 у Wayback Machine.]
- Дмитро Донцов. Енгельс, Маркс і Ляссаль про неісторичні нації (1914). [Архівовано 29 жовтня 2013 у Wayback Machine.]
- Роман Роздольський. Фрідріх Енгельс про Україну (1927). [Архівовано 7 січня 2012 у Wayback Machine.]
- Шерон Сміт. Енґельс і походження пригноблення жінок (1997). [Архівовано 14 березня 2016 у Wayback Machine.]
- Адальберт Фоґараші. Природа й суспільство у Маркса та Енґельса (1929). [Архівовано 20 листопада 2021 у Wayback Machine.]